# Charles Johansen
Charles Knut Johansen, född 16 januari 1866 i Kalmar, död 1 augusti 1944 i New York, var en svensk journalist.
Charles Johansen var son till tidningsutgivaren Håkan Johansen. Han kom med sina föräldrar till New York vid fyraårsåldern. Efter studier vid College of the City of New York och New York University var han en tid biträdande redaktör vid en tidning i New Hampshire och fick 1889 anställning vid tidningen Nordstjernan som från 1875 ägdes av Charles Johansens far. Han blev 1902 delägare i tidningen och var från 1917 fram till sin död ensam ägare. 1897–1909 utgav han även den illustrerade månadsskriften Valkyrian. Under rubriken Småprat skrev han under 1890-talet mycket uppmärksammade kåserier i Nordstjernan. Johansen var i många år lärare i engelska vid olika aftonskolor. Han ägnade mycken tid åt främjandet av svensk sång bland svenskamerikaner och var den egentlige upphovsmannen till Svenska sångarförbundet i Amerika (bildat 1892), förbundets förste sekreterare, senare ordförande och hedersordförande. Han innehade även förtroendeposter i ett stort antal föreningar och institutioner för svenskamerikaner.